# Un angelo per May
Un angelo per May (An Angel for May) è un film televisivo del 2002 diretto da Harley Cokeliss.

## Trama
Tom è un ordinario ragazzino inglese dello Yorkshire, intraprendete e ingegnoso che si imbatte in una vecchia fattoria diroccata durante la ricerca di un cane. Tornato a casa Tom ha una discussione con sua madre, decide quindi di far ritorno alla fattoria. Giunto alla fattoria entra nel caminetto insieme al cane per ripararsi dall’imminente temporale, all’improvviso si apre un portale temporale che catapulta Tom e il cane nel XX secolo, in pieno secondo conflitto mondiale.
Qui viene accolto da una ragazzina che gli presenta il padrone della fattoria, Samuel Wheeler, un contadino burbero ma con un gran cuore. Tom viene accolto da Samuel dal quale viene a sapere il nome della ragazzina, May e del suo cane Tess.
Durante la permanenza nel passato Tom fa la conoscenza della figlia di Samuel, Alison Wheeler, membro dell’ATS e della Signorina Susan Higgins, che aiuta in casa. Da Alison Tom viene a conoscenza della storia di May, la ragazzina venne rinchiusa in un orfanotrofio a seguito della morte dei genitori durante un bombardamento. In seguito l’orfanotrofio venne colpito durante un altro raid e May rimase intrappolata per una settimana, fino a quando venne trovata da Alison; da allora May ha vissuto con i Wheeler, i quali non hanno però ottenuto ancora il permesso di adottarla. Tom in questo giocherà un ruolo fondamentale, divenendo suo amico la aiuterà ad aprirsi alla famiglia, fino a quel momento infatti May è sempre stata malinconica e chiusa in se stessa.
Passati tre giorni dal suo arrivo Tom viene svegliato dal temporale, e insieme al cane fa ritorno nella sua era.
Tornato a casa Tom non riesce a lasciarsi dietro quanto accaduto, allora chiede alla vicina della famiglia Wheeler, e da lei viene a conoscenza che la Signora Susan è ancora viva e ospitata in un ospizio. Tom decide di andare a trovarla e si presenta a lei come il Tom conosciuto nel XX secolo, Susan turbata gli rivela che cinque giorni dopo il matrimonio con il Signor Wheeler la fattoria venne distrutta durante un bombardamento che uccise Samuele e Alsion, May venne quindi rinchiusa in un orfanotrofio e tenuta costantemente sedata.
Tom decide quindi di far ritorno nel XX secolo per salvare i Wheeler, ma il tempo stringe, infatti il giorno del matrimonio è lo stesso del suo ritorno, e dal giorno sono già passati due giorni.
Giunto alla vecchia fattoria trova Bob, che lo conduce nel cimitero dove gli fa vedere la lapide dei Wheller indicante la data di morte.
Ma Tom non si arrende, e durante un temporale fa ritorno nella fattoria, qui trova una vecchia pazza di nome Rosy che gioca con Tess, in lei Tom riconosce May; la ragazzina, ormai adulta, a causa dei farmaci era diventata pazza.
Tom fa dunque ritorno nel XX secolo, ma è troppo tardi, la fattoria è stata già distrutta. Tom cerca quindi May, e la trova vicino all’ospedale cittadino. Tom gli propone di far ritorno con lui nel futuro, ma May non vuole andare senza aver salutato Alison. Arrivati da Alison la trovano con una crisi respiratoria, Tom le fa inalare dunque un medicinale per l’asma, ma vengono scoperti da un’infermiera e sono costretti alla fuga.
Giunti alla fattoria, May esita perché non vuole lasciare Alison, Tom decide quindi di rivelarle il futuro, i due vengono interrotti da una trave che colpisce Tom facendolo cadere nel caminetto.
Risvegliatosi nel suo mondo, Tom inizia la ricerca di Rosy ma nessuno in paese la conosce, neanche il prete del paese, Tom si ritrova quindi sulla tomba dei Wheller, dove nota che la data di morte di Alison è cambiata, non segna più 1941 ma 1992.
Quando si rialza turbato dal cambio di data si ritrova davanti una donna, è May divenuta ormai anziana. Mentre Tom non la riconosce subito, May invece sì, ma in un primo momento non gliene fa cenno, pensando sia il figlio e il nipote di un ragazzo di nome Tom conosciuto in fanciullezza.
Il finale lascia intendere che la medicina che Tom ha dato ad Alison ha funzionato salvandole la vita, e che Alison abbia continuato a prendersi cura di May, evitandole così l’orfanotrofio e permettendole di vivere una vita normale e felice.